# Liza Berggren
Liza Berggren (ur. 6 lutego 1986 w Mölndal) – szwedzka modelka i tancerka.
W 2005 roku reprezentowała kraj w konkursie Miss World.